# Onthophagus loricatus
Onthophagus loricatus är en skalbaggsart som beskrevs av Johann Christoph Friedrich Klug 1855. Onthophagus loricatus ingår i släktet Onthophagus och familjen bladhorningar. Inga underarter finns listade i Catalogue of Life.